# Abram Archipov
Abram Jefimovič Archipov (rusky Абрам Ефимович Архипов, 15. srpnajul./ 27. srpna 1862greg. – 25. září 1930) byl ruský realistický umělec, člen uměleckých kolektivů Peredvižniků a Světa umění.
Narodil se ve vesnici Jegorovo v Rjazaňské oblasti (rodné jméno Pyrikov) a odešel v roce 1877 na Moskevskou školu malířství, sochařství a architektury, kde studoval u různých ruských umělců včetně Vasilije Perova, Vasilije Polenov a Vladimira Makovského. V roce 1883 odešel na Carskou akademii umění v Petrohradě a zůstal tam dva roky, než se vrátil dokončit studium v Moskvě.
Archipov byl v roce 1889 přijat k Peredvižnikům a do Světa umění vstoupil v roce 1903. Často umělecky zpracovával život ruských žen, přičemž některé z jeho realistických obrazů zachycují jejich ponurou každodenní realitu. Archipov také namaloval několik obrazů rolnických žen ve venkovském Rusku v živých tradičních národních krojích. Stejně jako jeho kolegové ze Světa umění i Archipov pravidelně maloval v plenéru, cestoval a maloval na severu Ruska a u pobřeží Bílého moře.
Arkhipov také učil na Moskevské škole malířství, sochařství a architektury, kde byl dříve studentem, a od roku 1922 do roku 1924 učil na škole VCHUTEMAS. V roce 1924 vstoupil do Asociace umělců revolučního Ruska a v roce 1927 získal titul národního umělce SSSR. Zemřel v Moskvě v roce 1930.

## Vybrané obrazy

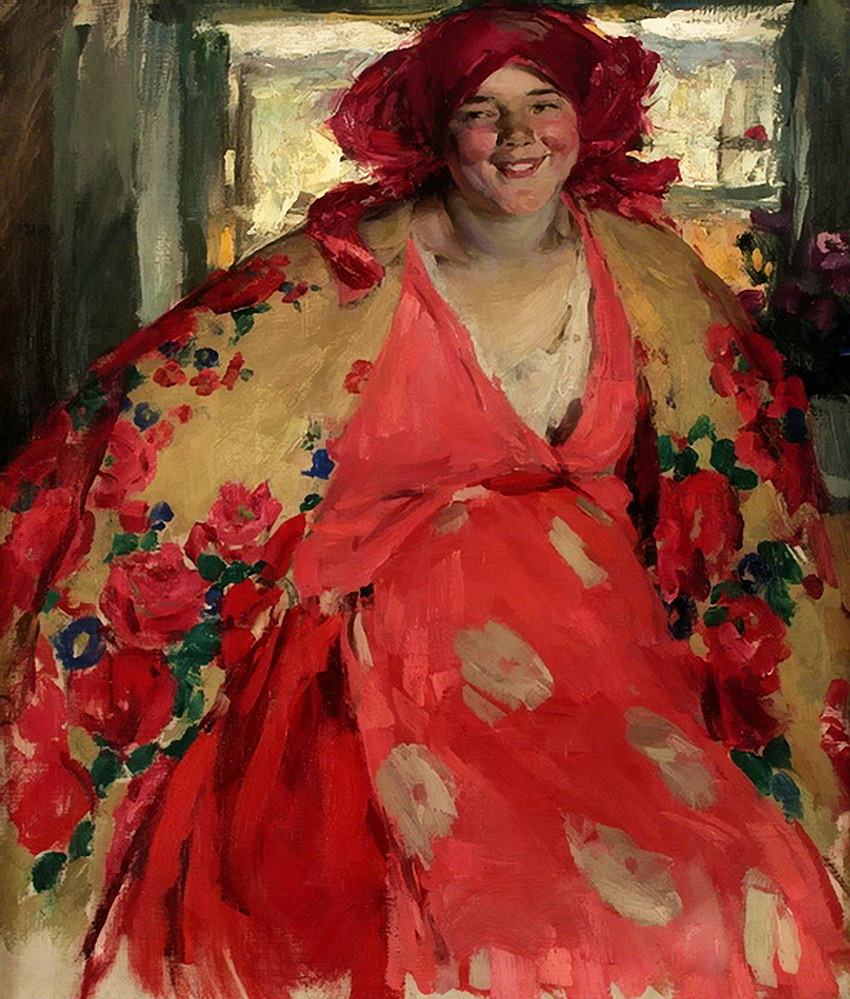
Usmívající se dívka
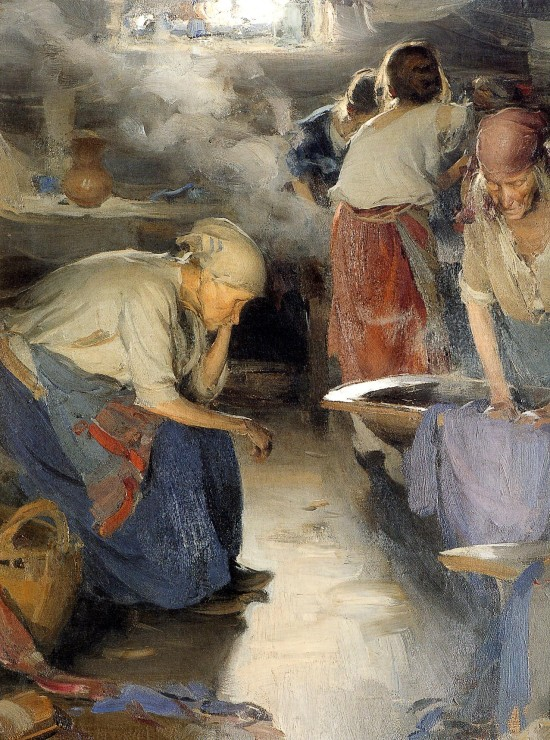
Pradleny
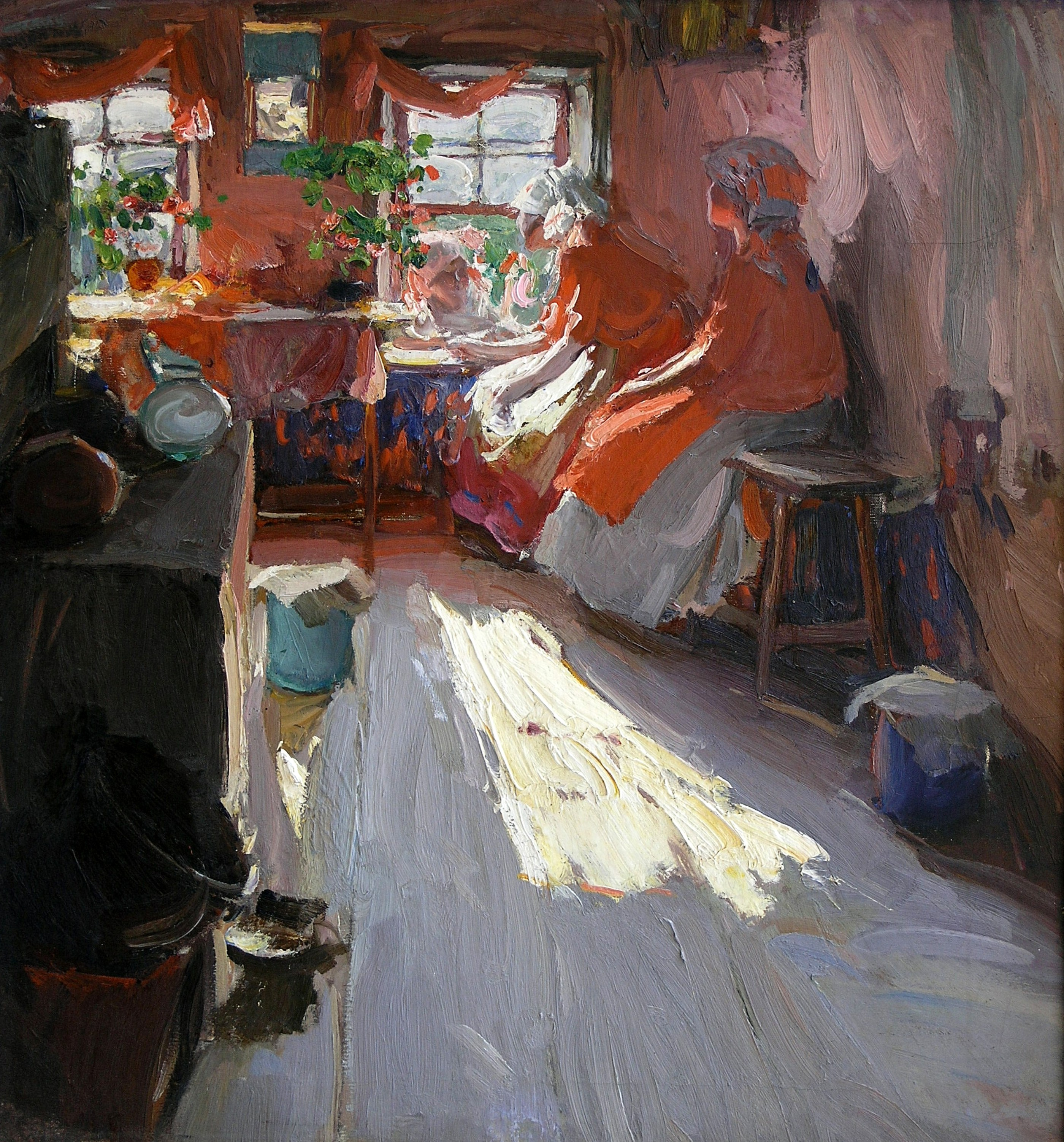
Jarní svátek
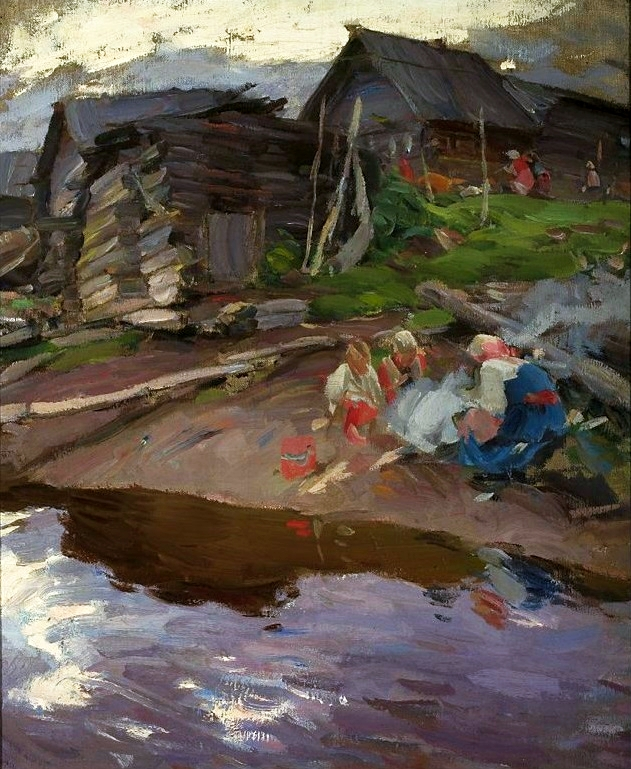
Večer